# Свети Дух (Бойково)
„Свети Дух“ е български православен параклис край село Бойково.
Намира се на югоизток от селото. До параклиса се стига по маркиран с информационни табели горски път.

## История
Смята се, че светилището съществува още от преди Османското робство. На 20 метра от параклиса се намират следите на стара крепост (кале). За това място се разказват две различни истории. Според едната- тук е била българската гранична застава преди Балканската война, откъдето са започнали първите сражения с турците. Според друга история, това са основите на древната крепост „Свети Дух“.
Представлява малка каменна постройка с двускатен покрив изграден изцяло от тикли. Отвътре параклисът има олтар и икони по стените. Пред него има обособени места за почивка. Параклисът е отключен целогодишно.
На празника Свети Дух се извършва водосвет и се прави курбан.